# 井上・ヒサト
井上・ヒサト（井上尚登／井上ヒサト／いのうえ ひさと）は、日本のキャラクターデザイナー、イラストレーター。サンリオキャラクター「ハンギョドン」「バッドばつ丸」の生みの親でデザイナー＆プランナーとして携わる。東京都出身。

## 経歴
1957年、東京に生まれる。多摩美術大学デザイン科グラフィックデザイン卒業。1981年、株式会社サンリオに入社し、商品プランニングとキャラクター制作に携わる。代表作は「ハンギョドン」「バッドばつ丸」。1995年よりフリーのキャラクターデザイナー、イラストレーターとして活動。ベネッセコーポレーション「コラショ」、新潟県胎内市胎内検定PRキャラ・観光大使「やらにゃん」など数多くのキャラクターを手掛ける。商品企画から着ぐるみ監修・キャラクター絵本・まんがの出版なども行う。2000年〜2015年 朋優学院デザイン科非常勤講師。2010〜 女子美術大学非常勤講師（2011年〜）

## サンリオ時代の制作キャラクター
- ハンギョドン
- どんじゃらほい
- 超ド級怪獣ドンラゴン
- アッちゃんがいちばん！
- バッドばつ丸

## 主なキャラクター制作

### 1997年
- エアック体操クラブ『エアくん」
- ㈱ピンナップ　「ケロケロくん」

### 1998年
- ㈱ベネッセコーポレーション　小学講座5キャラクター 
 「コラショ」「キッズ」「ラッキー」「めめ」「カンがえる」
- ㈱イマジニア「サンリオタイムネット」用キャラ150体

### 1999年
- 富士観光開発株式会社　富士すばるランド[2]　4キャラクター
- ドギーパーク「ふじのすけ」
- 長栄水産株式会社「まいどくん」

### 2000年
- 丸三証券「まるさん」

### 2001年
- ㈱読広　郵政簡保キャラクター「かんちゃん」
- ㈱トミー　黒ひげ危機一髪キャラクターリニューアル
- 読み物絵本　㈱ポプラ社
ナマケモノのネムタ「ねているときがいちばんしあわせ！」  「みちくさはやっぱりたのしい！」出版

### 2002年
- ㈱森永製菓　「クレープ屋さん」

### 2003年
- JRA日本中央競馬会　「ターフィー」

### 2005年
- 白形傳四郎商店「傳ちゃん」[3]

### 2007年
- 守護ペット「はにわん」発表

### 2008年
- 中国フリーペーパーまんが「加油！小吉!!」

### 2009年
- 横浜建設業協会「横浜ケンジロー」

### 2010年
- 南足柄市「金太郎のよいしょ君」
- 新潟県 胎内市 「やらにゃん」
- 佐藤修商店「鯵の唐揚げ」[4]

### 2011年
- JAかながわ西湘「西湘金次郎」

### 2012年
- 朝日小学生新聞「都道府県ファイルはにわんグルグルジパング47」

### 2013年
- 読書探偵作文コンクール「ニャーロウ」[5]

### 2014年
- オセアン大洋ホールディングス株式会社「オセアンケンゾー」
- 台湾キャラ　ドリームモール「MiMity」

### 2015年
- 川崎フォース法律事務所｢フォース君」

### 2017年
- 「赤ちゃん見守り妖精隊ばびぶベイビーず」ベネッセウィメンズパーク

### 2019年
- 島田商事「トリムモンスター」リニューアル

### 2020年
- BooBoo Paradise（ブーブーパラダイス）「ブータロー」

### 2022年
- アニマルホイクエン

### 2023年
- ポッペンポップ

## 著書
- ナマケモノネムタのたび　ねているときがいちばんしあわせ！ （ポプラ社） ISBN 9784591066553（2001年1月）
- ナマケモノネムタのおつかい　みちくさはやっぱりたのしい！（ポプラ社）  ISBN 9784591069462（2001年9月）
- 未知なる守護ペットはにわん（シンク・ディー） ISBN 9784861130809（2007年8月）